# Monte Alegre de Goiás
Montes Claros de Goiás es un municipio brasileño del interior del estado de Goiás, Región Centro-Oeste del país. Su población estimada en 2004 era de 7.756 habitantes.